# Tubo separador de soro

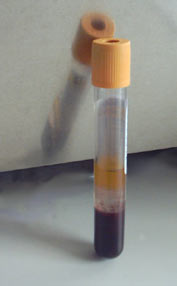
Um grande tubo separador de soro vacutainer

Tubos de separação de soro, também conhecidos como tubos separadores de soro ou TSS, são tubos de ensaio utilizados nos ensaios de química clínica que requerem soro sanguíneo.
TSS também são chamados às vezes de tubos de tampa de mármore, tubos de tampa tigre ou tubos de tampa dourada referindo-se às tampas que são douradas, vermelhas com um anel dourado no topo ou mármore vermelho e cinza. As tampas dos tubos SPS (poliatenol sulfonato de sódio) têm uma cor amarela mais pálida, às vezes causando confusão; esses são conhecidos como tubos de tampa amarela e não dourada. Versões de marca registrada do SST incluem tubos Covidien Corvac.
Os tubos têm partículas microionizadas de silica que ajudam a coagular o sangue antes da centrifugação, e um gel no fundo que separa as células do sangue total do soro. Nanopartículas de sílica induzem a coagulação através da ativação de contato do fator de coagulação XII (fator de Hageman). As partículas de sílica são dessecantes, as quais absorvem e seguram o vapor de água. Isso é utilizado nos tubos para que o sangue adira à superfície das pequenas partículas de sílica e comece a coagular. Depois que a amostra de sangue é centrifugada, o soro claro deve ser removido para ensaio.

Esses tubos devem ser utilizados com cuidado ao dosar níveis de drogas ou hormônios porque a droga ou o hormônio pode se difundir do soro para dentro do gel, causando uma redução na dosagem medida. Supõe-se que o gel nos tubos SST II (que se apresenta levemente menos opaco) tenha menos efeito nos níveis de drogas no soro.